# Фафелі

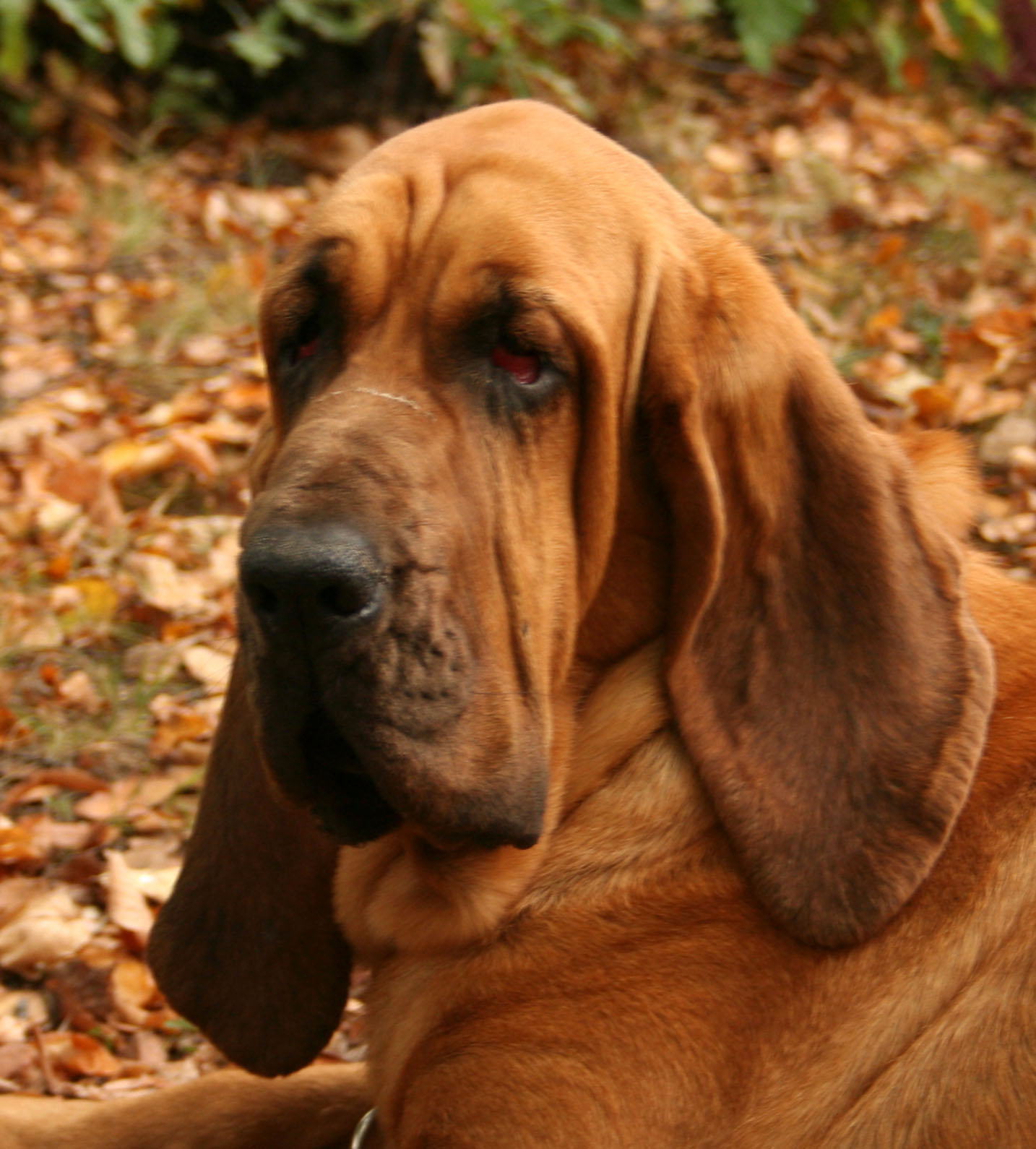
Бладхаунд із типовими для цієї породи обвислими клаптями

Фафелі – використовується в кінології для опису верхніх губ собаки.